# Miguel Paludo
Miguel Paludo (Nova Prata, 26 de julho de 1983) é um piloto de automobilismo brasileiro.
Iniciou no kart em 1997, interrompendo a atividade posteriormente por falta de patrocínio. Retornou em 2004 na  TC1600, uma categoria gaúcha, correndo em dupla com o irmão Daniel. Participou de algumas provas da Copa Renault Clio. Disputou a Porsche GT3 Cup tornando-se campeão em 2008 e 2009. Participou também da GT3 ao lado de Ricardo Maurício.

## Trajetória esportiva
Fã de velocidade desde criança, Miguel Paludo começou seu envolvimento com as pistas ainda no kart, sendo campeão regional aos 14 anos. Mas o passo definitivo no automobilismo veio em 2005, pilotando um Corsa no Campeonato Gaúcho de Marcas.
Com vitórias e bom desempenho no certame regional, Miguel buscou novos horizontes em 2006, disputando um campeonato nacional, a Copa Clio. Os pódios constantes e performances sólidas fizeram com que Paludo buscasse, após a temporada de 2007, um novo desafio: um carro com muito mais potência e onde enfrentaria rivais experientes, a Porsche GT3 Cup.
Logo em 2008, Miguel se tornou campeão da categoria após vencer um duelo com o piloto Constantino Júnior (ex-F-3000) na última volta da última prova. Foi o mais jovem campeão da categoria, acumulando três vitórias e duas poles.
Na temporada seguinte, em 2009, Paludo voltou a colecionar recordes na Porsche GT3 Cup, e se tornou o primeiro bicampeão da categoria, acumulando façanhas em toda a temporada, como dez vitórias, cinco poles, sete voltas mais rápidas e atingindo façanhas como ser o primeiro piloto a vencer uma corrida partindo da última posição (no Rio de Janeiro).
Também em 2009, Miguel participou de parte da temporada da GT3 Brasil e deu a primeira vitória para a Porsche na categoria – ao todo, foram quatro vitórias no campeonato. Os bons resultados ajudaram a equipe de Paludo, a WB Motorsports, a conquistar o título por equipes na GT3 Brasil.
Em 2010, Miguel começou uma nova fase em sua carreira: o bicampeão da Porsche GT3 Cup, assinou contrato para correr em uma categoria de acesso da Nascar, a mais prestigiada competição de carros de turismo do mundo. O gaúcho participou de provas da "Nascar K&N Pro Series East", categoria regional composta por 16 etapas (todas nos Estados Unidos) que busca preparar os pilotos para as divisões principais da Nascar.
"É um sonho que está sendo realizado. Quando comecei no automobilismo, jamais poderia imaginar que em tão pouco tempo teria oportunidade de iniciar uma carreira profissional, ainda mais em uma divisão de acesso à Nascar", disse Miguel Paludo, que competiu na Nascar East pela equipe Germain Racing.

### Nascar
Em 2010 prosseguiu sua carreira nos Estados Unidos, disputando nove provas da K&N Pro Series East, uma das divisões regionais da Nascar. Estreou na Camping World Truck Series em 20 de agosto de 2010, em Bristol Motor Speedway, num Toyota Tundra pela equipe Germain Racing. Nesse ano disputaria ainda mais três provas.
Disputou a temporada de 2011 pela equipe Red Horse Racing. Na abertura da temporada em 
Daytona, terminou a corrida em 4º lugar.
No primeiro ano nos Estados Unidos, o gaúcho conquistou três prêmios da Nascar (por mais ultrapassagens nas corridas) e estreou com um top-10 na Truck Series, uma das três competições nacionais do automobilismo americano. Na etapa de encerramento, em Homestead, repetiu o nono lugar entre as 36 picapes e garantiu contrato para correr a temporada de 2011 com a equipe Red Horse Racing, iniciando um caminho inédito para os pilotos brasileiros em um campeonato nacional da Nascar.
Em seu primeiro ano completo na Truck Series, Paludo acumulou cinco top-5, incluindo um quarto lugar logo na abertura do campeonato, em Daytona, e um terceiro, na prova de Michigan. O brasileiro também fez sete top-10 e completou 19 voltas na liderança. “Foi um ano de altos e baixos, mas fiquei feliz de liderar e disputar a vitória em algumas etapas”, disse Miguel.
Em 2012, o gaúcho fez seu segundo ano completo na Truck Series, agora na equipe Turner Motorsports, pela qual também competiu em algumas etapas da Nationwide Series.

## Diabetes
Miguel Paludo tem diabetes 1, doença caracterizada pelo aumento de açúcar no sangue. Convive com ela desde criança, e isso nunca se transformou em um problema devido ao imenso controle feito por ele todos os dias. Se a rotina tida como "normal" de uma pessoa que tem a doença diz que ela deve fazer pelo menos uma vez por dia a coleta e a análise sanguínea para saber como estão as taxas, Paludo pode até ser considerado um "exagerado"."Faço o controle cerca de oito vezes por dia. Em dia de corrida, então, eu fico calculando quantas horas vou ficar dentro do carro. Tomo a injeção de insulina, tento consumir a alimentação correta antes. Se eu conseguir manter os níveis sem alterações, não tem problema, nenhuma consequência. Nunca me senti mal, eu me cuido muito". - explicou.
Paludo conta com a ajuda da esposa, Patrícia, que vive com ele nos Estados Unidos e o acompanha em todas as etapas da temporada. Juntos, estocam todo o medicamento que ele vai precisar. Ao longo do dia, ele não larga o aparelho que é necessário para furar o dedo e realizar a coleta, assim como as seringas para injetar a insulina. "Trabalho sempre com a margem de erro, mas sempre pensando em estar bem no fim das corridas. Afinal, eu vou ficar duas, três horas dentro do carro, mas, quando saio, tenho de estar bem. É uma rotina complicada, mas com a qual estou acostumado".
Em 14 de novembro de 2011, foi promovido o "Dia Azul", em campanha mundial de conscientização para a luta contra o diabetes. Uma ação semelhante marcou no mês passado o "Outubro Rosa", contra o câncer de mama.
Em Talladega, Paludo correu com a frase "Stop Diabetes" em sua picape da Nascar Truck Series. A ação fez parte da campanha da Associação Americana de Combate a Diabetes (ADA) para conscientizar a população da importância da luta contra este mal que aflige milhões de pessoas e o próprio piloto brasileiro, portador do tipo I. "Busco sempre me envolver nestas campanhas e com certeza o Dia Mundial do Diabetes ajudará a despertar maior atenção do público e da mídia para o tema", disse Paludo.